# 카리나 바시
카리나 바시(Karina Bacchi, 1976년 10월 8일 ~ )는 브라질의 배우, 모델이다. 댄싱 위드 더 스타 브라질 시즌 1 우승자이다.

## 출연 작품
- 인비저블 우먼 (2009)